# Midnattskommittéen
Midnatskommittéen kallades på den politiska slangen en kommitté som 22 juli 1893 tillsattes av norska stortinget. Den hade att undersöka vissa påstådda åtgärder 1884 och 1893, som skulle haft till ändamål att möta revolutionära försök. Så påstods, att gevär i kronans förråd gjorts obrukbara genom avskruvande av slutstycket o.d. Resultatet av undersökningen, som framlades 1894, ledde till ingen åtgärd.